# Перо (издателство)
Вижте пояснителната страница за други значения на перо.
Книгоиздателство „Перо̀“ е една от първите частни издателски фирми в България, появили се след демократичните промени през 1989 г. Основано е от литературния критик, преводач и редактор Светлозар Жеков през 1990 г. Името на издателството е унаследено от списание "Перо̀", появило се в зората на българския самиздат, чиито издатели-редактори са Жеков и художникът Кирил Гогов.
„Перо̀“ издава художествена, научна и справочна литература. На книжния пазар се налага през 1990-те години със сериите си: „Разговорници“, „Сова“, „Философия +“, „Поезия и критика“ и др. През 2001 г. стартира новата си поредица — мултимедийната библиотека „Книжовно наследство“. Първото издание от поредицата „Христо Смирненски — новият прочит“ (в два тома и CD-ROM) поставя фактически началото на дигитализацията на книжовното наследство в България и е отличено с националната награда „Христо Г. Данов“ в категория „Електронно издаване и нови технологии“ (2002) г.